# Eugen Systems
Eugen Systems là một nhà phát triển trò chơi điện tử của Pháp có trụ sở tại Paris nước Pháp. Hãng được thành lập vào tháng Giêng năm 2000 bởi Alexis Le Dressay, một kiến trúc sư DPLG, và Cedric Le Dressay, một kỹ sư phần mềm. Công ty hiện đang tập trung vào việc phát triển các tựa game chiến lược thời gian thực dành cho PC và Macintosh, cũng như nhiều trò gần đây cho các hệ máy console nhất định như PlayStation 3 và Xbox 360.
Hiện nay Eugen System đã phát triển một game engine, bắt đầu sử dụng từ R.U.S.E. tên là IrisZoom.

## Danh sách game
| Năm phát hành | Tựa đề                                | Hệ máy | Hệ máy | Hệ máy | Hệ máy | Hệ máy |
| Năm phát hành | Tựa đề                                | Mac    | PS3    | Win    | X360   | Linux  |
| ------------- | ------------------------------------- | ------ | ------ | ------ | ------ | ------ |
| 2000          | Times of Conflict                     | Không  | Không  | Có     | Không  | Không  |
| 2002          | The Gladiators: Galactic Circus Games | Không  | Không  | Có     | Không  | Không  |
| 2005          | Act of War: Direct Action             | Không  | Không  | Có     | Không  | Không  |
| 2006          | Act of War: High Treason              | Không  | Không  | Có     | Không  | Không  |
| 2010          | R.U.S.E.                              | Có     | Có     | Có     | Có     | Không  |
| 2012          | Wargame: European Escalation          | Có     | Không  | Có     | Không  | Có     |
| 2013          | Wargame: AirLand Battle               | Có     | Không  | Có     | Không  | Có     |
| 2014          | Wargame: Red Dragon                   | Có     | Không  | Có     | Không  | Có     |
| 2015          | Act of Aggression                     | TBA    | Không  | Có     | Không  | TBA    |
| 2017          | Steel Division: Normandy 44           | Không  | Không  | Có     | Không  | Không  |
| 2019          | Steel Division 2                      | Không  | Không  | Có     | Không  | Không  |